# Addictive Hip Hop Muzick
Addictive Hip Hop Muzick è l'album del rapper statunitense Kokane aka Who Am I? poiché all'epoca non poteva usare il suo nome a causa di particolari leggi che ne vietavano l'uso. Il disco è commercializzato da Sony, Epic e Ruthless Records nel mercato statunitense e da Epic in Austria ed Europa. La produzione audio è gestita da Above the Law, Eazy-E è il produttore esecutivo e il missaggio è affidato a Dr. Dre.
Kokane diviene il secondo rapper a lavorare per la Ruthless dopo The D.O.C.. L'effettiva produzione esecutiva è affidata a Lay Law, mentre il disco è prodotto da Cold 187um e dallo stesso Kokane. In una recensione retrospettiva, Matt Jost scrive che la produzione di Cold 187um anticipa i tempi rispetto al suono che la West Coast imporrà agli ascoltatori negli anni novanta, descrivendo il prodotto di Kokane come «abbastanza potente e molto originale.»
| Recensione     | Giudizio |
| -------------- | -------- |
| AllMusic       | [ 1 ]    |
| RapReviews.com | [ 3 ]    |

## Tracce
1. Would You Die 4 Me? – 1:11
2. Action – 4:55
3. Inner City Hoodlum – 4:57
4. Nickel Slick Nigga – 4:50
5. Meditation – 1:51
6. Dope Sound Boy – 4:42
7. Keep The Flavor – 4:38
8. Brain On Kane – 1:36
9. Just A Friend – 4:48
10. Pure Kane Nigga – 4:55
11. B.O.P. (Big Old Pimp) – 1:21
12. Pimp Mentality – 5:50
13. ...Business – 5:13
14. U.S.C.'s Finest – 7:14

Durata totale: 58:01